# Nannatherina
Nannatherina é um género de perca da família Percichthyidae.
Este género contém as seguintes espécies:
- Nannatherina balstoni